# Hanna Kanapacka
Hanna Anatoljeuna Kanapacka (biał. Ганна Анатольеўна Канапацкая, ros. Анна Анатольевна Канопацкая, Anna Anatoljewna Kanopacka) z domu Truchanowicz (ur. 29 października 1976 w Mińsku) – polityk, przedsiębiorca, prawnik. Deputowana do Izby Reprezentantów Zgromadzenia Narodowego Republiki Białorusi VI kadencji (2016–2019), kandydatka na prezydenta Białorusi w 2020 i 2025 roku.

## Życiorys
Ojciec Anatolij Truchanowicz jest biznesmenem, który w 1990 roku na handlu futrami legalnie zarobił milion dolarów (po opodatkowaniu), matka natomiast gospodynią domową. Ma siostrę Darię.
Studiowała prawo na Białoruskim Uniwersytecie Państwowym. Pracowała w kancelarii prawniczej Grinriej. W latach 1995–2019 należała do Zjednoczonej Partii Obywatelskiej. Zawiesiła członkostwo w partii, ponieważ podczas nadzwyczajnego kongresu we wrześniu 2019 roku jej kandydatura na prezydenta nie uzyskała poparcia członków partii

## Działalność społeczna i polityczna
Podczas wyborów parlamentarnych w 2016 roku Kanapacka została wybrana do Izby Reprezentantów w okręgu wyborczym nr 97 w Mińsku. Razem z Aleną Anisim była jedną z dwóch przedstawicielek opozycji
Podczas pracy w parlamencie była członkiem: komitetu ds. polityki gospodarczej, delegacji ds. kontaktów ze Zgromadzeniem Parlamentarnym Rady Europy, grup roboczych ds. współpracy z parlamentami Kuwejtu, Maroka, Singapuru, Słowenii i Urugwaju. W ramach prac w Komisji ds. polityki gospodarczej była odpowiedzialna za przygotowanie projektu ustawy „O zmianach i uzupełnieniach niektórych ustaw Republiki Białorusi dotyczących partnerstwa publiczno-prywatnego”.

## Udział w wyborach prezydenckich w 2020 roku
12 maja 2020 roku Hanna Kanapacka zgłosiła swoją kandydaturę do udziału w wyborach prezydenckich w 2020 roku. 10 czerwca poinformowała, że udało jej się zebrać wymagane 100 tysięcy podpisów. Komisja wyborcza potwierdziła zebranie przez nią 146 588 ważnych podpisów. 20 lipca 2020 roku w piśmie do centralnej komisji wyborczej odmówiła udziału w debatach, proponując wykorzystanie przydzielonego jej czasu przez innych kandydatów. Według danych z 20 lipca 2020 roku Hanna Kanapacka była jedynym zarejestrowanym kandydatem, który nie planował spotkań z wyborcami. Według wstępnych danych CKW w wyborach 9 sierpnia Kanapacka uzyskała 1,67% głosów. Po wyborach ogłosiła zamiar utworzenia partii narodowo-demokratycznej.

## Życie osobiste
Jest rozwiedziona. Ma dwoje dorosłych dzieci: syna Aleksieja i córkę Anastazję.